# Katarzyna Rajs
Katarzyna Anna Rajs – polska specjalistka w zakresie gry na fortepianie, prof. dr hab. sztuk muzycznych, profesor nadzwyczajny Katedry Fortepianu Wydziału Instrumentalnego Akademii Muzycznej im. Feliksa Nowowiejskiego w Bydgoszczy.

## Życiorys
Studiowała w Akademii Muzycznej w Bydgoszczy, następnie ukończyła podyplomowe studia u prof. Jerzego Sulikowskiego. 24 listopada 2004 uzyskała doktorat, a 26 marca 2013 stopień doktora habilitowanego. Otrzymała nominację profesorską.
Piastuje stanowisko profesora nadzwyczajnego w Katedrze Fortepianu na Wydziale Instrumentalnym Akademii Muzycznej im. Feliksa Nowowiejskiego w Bydgoszczy.